# Карвальо, Габриэл
Габриэ́л Карва́льо Тейше́йра (порт.-браз. Gabriel Carvalho Teixeira; родился 17 августа 2007, Санту-Андре) — бразильский футболист, атакующий полузащитник клуба «Интернасьонал».

## Клубная карьера
Воспитанник футбольной академии клуба «Интернасьонал». 16 июня 2024 года дебютировал в основном составе «Интернасьонала» в матче бразильской Серии A против «Витории».